# Синагога у улици Дохањ
Синагога у улици  Дохањ  или Велика Синагога (мађ. Dohány utcai Zsinagóga/Nagy Zsinagóga, хебр. בית הכנסת הגדול של בודפשט‎) у Будимпешти је највећа синагога у Европи и друга по величини у свету иза Храма Еману-Ел у Њујорку. У њу може да стане 3.000 људи и представља центар је неологног Јудаизма.